# Challacollo
San Pedro de Challacollo (oder kurz: Challacollo) ist eine Ortschaft im Departamento Oruro im Hochland des südamerikanischen Anden-Staates Bolivien.

## Lage im Nahraum
San Pedro de Challacollo ist zentraler Ort des Kanton Challacollo im Municipio El Choro in der Provinz Cercado und liegt auf einer Höhe von 3714 m im Flusstal des Río Desaguadero, der südöstlich der Ortschaft in den Uru-Uru-See fließt.

## Geographie
San Pedro de Challacollo liegt am östlichen Rand des bolivianischen Altiplano vor der Cordillera Azanaques, die ein Teil der Gebirgskette der Cordillera Central ist. Das Klima ist ein typisches Tageszeitenklima, bei dem die mittleren Temperaturschwankungen im Tagesverlauf stärker ausfallen als im Jahresverlauf.
Die Jahresdurchschnittstemperatur der Region liegt bei etwa 8 °C (siehe Klimadiagramm Poopó im Informationskasten) und schwankt zwischen 3 °C im Juni und Juli und 11 °C von November bis März. Der Jahresniederschlag beträgt etwa 350 mm, bei einer ausgeprägten Trockenzeit von April bis Oktober mit Monatsniederschlägen unter 10 mm und nennenswerten Niederschlägen nur von Dezember bis März mit 50 bis 90 mm Monatsniederschlag.

## Verkehrsnetz
Challacollo liegt in einer Entfernung von 27 Straßenkilometern südwestlich von Oruro, der Hauptstadt des Departamentos.
Von Oruro aus führt die 279 Kilometer lange Nationalstraße Ruta 12 in südwestlicher Richtung nach Challacollo und von dort weiter über Toledo, Huachacalla und Sabaya nach Pisiga an der chilenischen Grenze. Vier Kilometer südwestlich von Challacollo überquert die Ruta 12 den Río Desaguadero.

## Bevölkerung
Die Einwohnerzahl der Ortschaft ist großen Schwankungen unterworfen:
| Jahr | Einwohner | Quelle       |
| ---- | --------- | ------------ |
| 1992 | 182       | Volkszählung |
| 2001 | 310       | Volkszählung |
| 2012 | 108       | Volkszählung |

Die Region weist einen hohen Anteil an Quechua-Bevölkerung auf, im Municipio El Choro sprechen 83,1 Prozent der Bevölkerung Quechua.